# Кентский диалект древнеанглийского языка

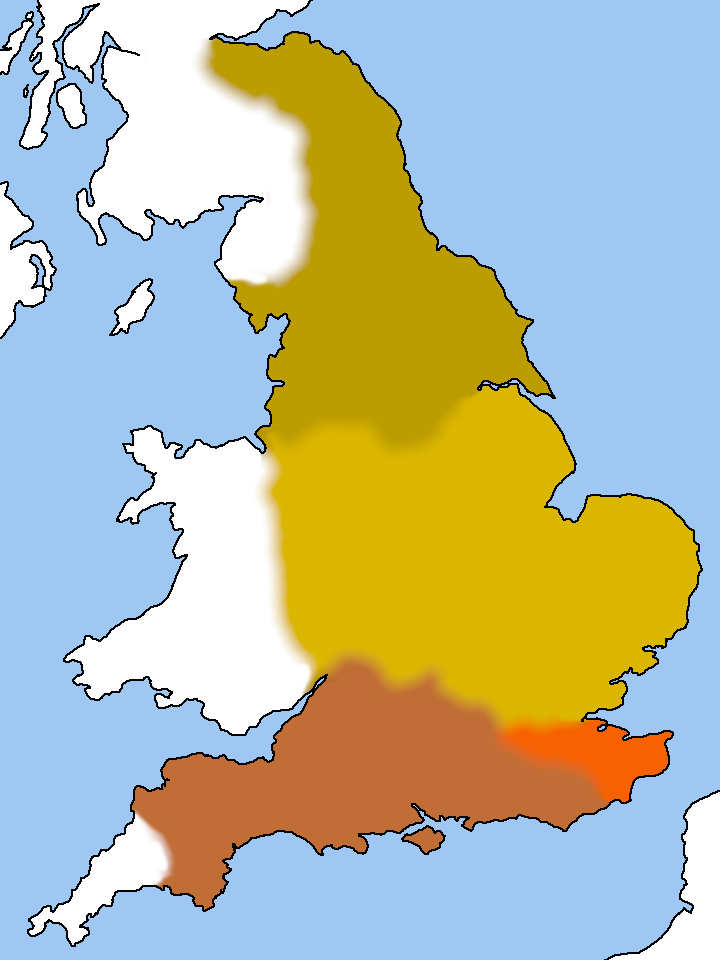
Диалекты древнеанглийского в 800 году:
нортумбрийский
мерсийский
кентский
уэссекский

Кентский диалект являлся одним из диалектов древнеанглийского языка, на котором говорили в англосаксонском королевстве Кент. Это была одна из четырёх диалектных групп древнеанглийского языка, наряду с мерсийским, нортумбрийским и уэссекским.
На этом диалекте говорили юты, на территории современных графств Кент, Суррей, Сассекс, на юге Гэмпшира и на острове Уайт.
Хотя наиболее важными из сохранившихся кентских рукописей являются своды законов кентских королей, содержащиеся в Textus Roffensis, они были копиями законов, составленных гораздо раньше, в начале VII века, и их написание и формы английского языка были модернизированы и стандартизированы различными способами. Это особенно касается законов Хлотаря и Эдрика. Тем не менее, некоторые различия между кентским и уэссекским диалектами конца VII века можно выявить, сравнив два закона, принятых в одно и то же время. Кодекс законов короля Ине был составлен в период между 688 и 694 годами. Статья 20 касается возможных краж, совершённых чужаками (то есть теми, кто не присягнул на верность королям Уэссекса). Эта статья была почти дословно воспроизведена современником Ине, кентским королём Витредом:
| Уэссекский, Ине, статья 20 | Кентский, Витред, 23 |
| --- | --- |
| Gif feorcund mon oððe fremde butan wege geond wudu gonge [ond] ne hrieme ne horn blawe, for ðeof he bið to profianne, oððe to sleanne oððe to aliesanne.                                                    | Gif feorran[-]cumen man oþþe fræmde buton wege gange, [ond] he þonne nawðer ne hryme ne he horn ne blawe, for ðeof he bið to profianne, oþþe to sleanne oþþe to alysenne.                               |
| If a man who is come from afar or a stranger should go outside the track towards the woods and neither calls out or blows his horn, he is to be regarded as a thief, either to be killed or to be redeemed. | If a man [who is] come from afar or a stranger should go off the track and he then neither calls out nor does he blow his horn, he is to be regarded as a thief, either to be killed or to be redeemed. |
| Если чужеземец сойдет с дороги в сторону леса и не позовет на помощь и не затрубит в рог, его следует считать вором и либо убить, либо выкупить.                                                            | Если человек, [приехавший] издалека, или чужестранец собьётся с пути и не подаст сигнала, не затрубит в рог, то его следует считать вором и либо убить, либо выкупить.                                  |

Во многих словах на этом этапе нет различий между кентским и уэссекским. Другие слова указывают на возможные различия в произношении (или, по крайней мере, в транскрипции), например fremde/ fræmde или gonge/ gange. Однако нет никаких сомнений в том, что, несмотря на незначительные различия в синтаксисе и лексике, эти две формы были взаимно понятны, по крайней мере, к этому относительно позднему периоду англосаксонского заселения южной Англии.
Основными свидетельствами существования кентского диалекта являются Старые кентские глоссы. Генри Суит включил две кентские хартии и Кентский псалом (из Псалтири Веспасиана) в свой Англосаксонский хрестоматийный сборник; хартию Освальда (805-10) и хартию Аббы (835).